# Dušan Javnik
Dušan Javnik-Lah (Maribor, 1950) è un ex sciatore alpino sloveno che gareggiò per la nazionale jugoslava.

## Biografia
Sciatore polivalente, Javnik in Coppa del Mondo esordì il 16 febbraio 1969 a Kranjska Gora in slalom gigante, senza completare la prova, ottenne il miglior piazzamento il giorno successivo nella medesima località in slalom speciale (32º) e prese per l'ultima volta il via il 1º febbraio 1975 a Megève in discesa libera (43º). Non prese parte a rassegne olimpiche o iridate.

## Palmarès

### Campionati jugoslavi
- 1 oro (slalom gigante nel 1974)[1]